# Udea languidalis
Udea languidalis là một loài bướm đêm trong họ Crambidae.